# 陳勇 (將軍)
陈勇（1952年6月—），江西兴国人，中国人民解放军中将。

## 生平
1969年加入中国人民解放军后在武汉军区装甲十一师中任职。1978年后从事军事教育，曾历任中国人民解放军陆军装甲兵学院战术教员、副教授、教授、硕士研究生导师，担任过教学组组长、教研室副主任、主任、训练部副部长。1997年任元氏装甲兵指挥学院副院长、石家庄陆军指挥学院副院长兼元氏分院院长，2002年任南京陆军指挥学院院长，2009年任总参谋部总参谋长助理。2016年1月，任新成立的中央军委联合参谋部参谋长助理。2018年2月24日，当选为第十三届全国人大代表。
1998年晋升少将军衔，2010年7月晋升中将军衔。

## 家庭
- 父：陈坊仁，开国少将。